# Kozłowka (rejon nowosiergijewski)
Kozłowka (ros. Козловка) – wieś (sieło) w Rosji, w obwodzie orenburskim, w rejonie nowosiergijewskim. W 2010 liczyła 322 mieszkańców.